# Adelphobates castaneoticus
Adelphobates castaneoticus is een kikker uit de familie pijlgifkikkers (Dendrobatidae). De soort werd voor het eerst wetenschappelijk beschreven door Janalee P. Caldwell en Charles William Myers in 1990. Oorspronkelijk werd de wetenschappelijke naam Dendrobates castaneoticus gebruikt.
De soort heeft nog geen Nederlandse naam en behoorde lange tijd tot het geslacht Dendrobates.

## Uiterlijke kenmerken
De kleur is zwart, met kleine, langwerpige tot ronde witgele vlekjes op de bovenzijde van het lichaam. Op de bovenzijde van zowel voor- als achterpoten is een oranje vlek aanwezig. De vlek op de achterpoten loopt over zowel het dijbeen als achterbeen, en bestaat eigenlijk uit twee vlekken die in rust samenkomen. De buikzijde is zwart en oranje gevlekt, de soort is eenvoudig van andere soorten te onderscheiden door het ontbreken van grote kleurvariaties. De maximale lengte is ongeveer 2 centimeter, vrouwtjes worden iets groter dan mannetjes, en hiermee is het een van de kleinste soorten pijlgifkikkers.

## Algemeen
Adelphobates castaneoticus komt voor in Brazilië en leeft in de warme en vochtige regenwouden. De kikker leeft voornamelijk in laaglanden, en wordt zelden ver van de bosbodem aangetroffen, de kikker leeft tussen de strooisellaag en klimt niet veel. Net als alle pijlgifkikkers wordt overdag gejaagd op kleine insecten als mieren, en termieten, de soort is dagactief. Dendrobates castaneoticus wordt niet vaak uitgevoerd voor de handel in exotische dieren, maar wordt langzaam populair omdat andere soorten zeldzamer worden. De ideale temperatuur ligt overdag op ongeveer 24 tot 28 graden, 's nachts rond de 21 graden. De luchtvochtigheid is overdag rond 70 à 80%, 's avonds en 's nachts rond de 100%.

## Voortplanting
Veel pijlgifkikkers leven in streken waar veel bromelia-soorten voorkomen, waar ze de eitjes in afzetten. In de streken waar deze soort voorkomt zijn deze nauwelijks te vinden, maar palmbomen zijn er wel en de eitjes worden vaak afgezet in de met water gevulde holle noten van met name de paranoot (Bertholletia excelsa). Ook worden ze wel afgezet in met water gevulde boomholten en op bladeren die boven het water hangen. De kikkervisjes zijn buitengewoon vraatzuchtig en eten andere kikkervisjes, waaronder soortgenoten, maar ook insectenlarven en andere kleine diertjes, ook wordt wel detritus gegeten. Eenmaal uit het ei zijn de jonge kikkertjes na ongeveer een half jaar geslachtsrijp.